# Scytodes arwa
Scytodes arwa là một loài nhện trong họ Scytodidae.
Loài này thuộc chi Scytodes. Scytodes arwa được miêu tả năm 2006 bởi Rheims, Antonio D. Brescovit & Antonius van Harten.